# Scinax agilis
Scinax agilis és una espècie d'amfibi de la família dels hílids. És endèmica del Brasil. Els seus hàbitats naturals inclouen boscos tropicals o subtropicals secs i de baixa altitud, zones d'arbusts, aiguamollss intermitents d'aigua dolça i zones prèviament boscoses ara molt degradades.
Està amenaçada d'extinció per la destrucció del seu hàbitat natural.